# 818 TCN
818 TCN là một năm trong lịch La Mã.